# Willi Franke (Fußballspieler)
Willi Franke (* 8. Februar 1952) ist ein ehemaliger deutscher Fußballspieler.
Am 8. September 1976 gab Willi Franke für den BSV 07 Schwenningen am sechsten Spieltag der Saison 1976/77 in der 2. Bundesliga Süd gegen den FC Augsburg sein Profidebüt. Am Saisonende stieg er mit Schwenningen als Tabellenletzter ab. Beim 2:2-Unentschieden des BSV Schwenningen gegen den FK Pirmasens am letzten Spieltag der Zweitligaspielzeit 1976/77 absolvierte Willi Franke mit seinem elften Saisoneinsatz seinen letzten Einsatz in einem Profispiel.